# 団巌
団 巌（だん いわお、1934年6月22日 - 2003年1月）は、日本の俳優。本名、久野 義雄。別名義、団 巌（だん がん）。
大阪府大阪市出身。早稲田大学第一文学部演劇学科卒業。サンプロモーションに所属していた。

## 来歴
1959年、大学を卒業。同年、東映東京撮影所に入社し、製作助手を経て製作主任となる。
1968年、東映を退社して俳優に転向。テレビドラマ『キイハンター』では複数回登場するなど、映画やテレビドラマで悪役を中心に活動した。
2003年1月、心筋梗塞のため死去。68歳没。晩年は古巣の東映東京撮影所に所属していた。

## 人物・エピソード
- 内藤誠とは東映の同期で、製作部所属で羽振りが良かった団に、よく食事をおごってもらっていた[7]。その事もあって、『不良番長』シリーズに団がキャスティングされた際は、自ら役柄を指定してきたという[7]。
- 1971年のプロフィールでは、特に俳優に転向しようとした動機はないと述べている[5]。
- 催眠術を特技としており、『SFドラマ 猿の軍団』ではロケバスに乗る際に車酔い体質であった子役の滝田一恵に催眠術をかけて眠らせていたと共演の潮哲也が証言している[8]。催眠術は大学時代、心理学の講習会に出席したことがきっかけで習得した[9]。

## 出演作品

### テレビドラマ
- 帰って来た用心棒 第4話「祇園小路に死す」（1968年、NET） - 長州藩士・村尾重兵ヱ
- 銭形平次（CX）
  - 第122話「平次を消せ」（1968年） - 九十九里の権三
  - 第411話「江戸は今夜も」（1974年） - 兵六
  - 第586話「壺振りのお駒」（1977年） - 稲荷の小兵ヱ
- 河童の三平 妖怪大作戦 第7話「死神小僧」（1968年、NET） - 作業員
- キイハンター（TBS）
  - 第11話「パリから来た大泥棒」（1968年）
  - 第46話「奥様の殺し方教えます」（1969年）
  - 第50話「空間サーカス強盗団」（1969年）
  - 第54話「それ行け発狂作戦」（1969年） - キラー
  - 第66話「本日開店怪盗ルパン」（1969年）
  - 第76話「日本アパッチ族大酋長」（1969年）
  - 第78話「翼のない爆音大編隊」（1969年）
  - 第91話「サギと殺しの集団旅行」（1969年）
  - 第93話「女王陛下オー！発狂一分前」（1970年）
  - 第110話「首のない紳士の殺人計画」（1970年）
  - 第117話「東京 - ホノルル 豚をかついで珍道中」（1970年）
  - 第119話「殺人免許証貸します」（1970年）
  - 第131話「サイコロGメン命預けます」（1970年）
  - 第132話「日本アルプス大追跡作戦」（1970年）
  - 第133話「私の首を返して頂だい」（1970年）
  - 第136話「殺人超特急西へ」（1970年）
  - 第145話「ギャング対Gメン自動車レース」（1971年）
  - 第157話「キイハンター皆殺し作戦」（1971年）
  - 第171話「お化け怪獣大戦争」（1971年） - フランケン
  - 第174話「黒衣の花嫁南国の連続殺人」（1971年）
  - 第175話「真夏の海底 黄金大作戦」（1971年）
  - 第178話「南の国へ ヌードで新婚珍道中」（1971年） - 写真屋の男
  - 第179話「さすらいの一匹狼荒野の挑戦」（1971年）
  - 第183話「九ちゃんのスパイ大作戦」（1971年）
  - 第190話「キイハンター浮気団地で大暴れ!」（1971年）
  - 第194話「殺人コンピューター貸します」（1971年）
  - 第199話「ヨーイ・ドン! 日米ボウリング大作戦」（1972年）
  - 第201話「ドルショック殺人部隊」（1972年）
  - 第203話「突撃！ニッポンどぶねずみ強盗団」（1972年)
  - 第208話「さらば超望遠銃の標的」（1972年）
  - 第209話「がい骨は赤と緑のパンツが大好き!」（1972年）
  - 第213話「ずっこけスパイ ハレンチ大学」（1972年）
  - 第223話「幽霊たちの海底納涼大会」（1972年）
  - 第226話「夏の陽の追跡！逃亡のハネムーン」（1972年）
  - 第240話「危機一発！死の接吻作戦」（1972年）
  - 第247話「食いしん坊ギャング南国道中記」（1972年） - カメラマン
  - 第252話「冒険また冒険 探偵小僧大奮戦!」（1973年）
- プレイガールシリーズ （12ch）
  - プレイガール
    - 第19話「若くて凄くて可愛い女」（1969年）
    - 第26話「女が野性に帰るとき」（1969年）
    - 第41話「早く彼女タオルをあげて」（1970年）
    - 第75話「男殺し裸の牝猫」（1970年） -  ジャガー・伊茂
    - 第90話「おんな勝負の賭けどころ」（1971年）
    - 第111話「おんな北海流れ者」（1971年）
    - 第114話「怪談・鬼千匹」（1971年）
    - 第130話「江戸っ子恋仁義」（1971年）
    - 第157話「迫力世界一の女」（1972年）
    - 第179話「恋は華麗な殺し屋」（1972年）
    - 第186話「女の武器は燃える肌」（1972年） - 垣内
    - 第218話「夜歩く死美人」（1973年）

  - プレイガールQ 第60話「聖夜に燃える熱い肌」（1975年） - 石川
- 仮面ライダーシリーズ（MBS）
  - 仮面ライダー 第60話「怪奇フクロウ男の殺人レントゲン」（1972年） - 警官  ※「田巌」と誤表記
  - 仮面ライダーV3 （1973年）
    - 第14話「ダブルライダー 秘密のかたみ」 - ジョージ・カマモト
    - 第37話「怪しの寺 ムササビ族の呪い!」 - 学者

  - 仮面ライダーストロンガー 第11話「カメレオーン! 悪魔のフイルム!?」（1975年） - 銀行強盗役の俳優
  - 仮面ライダー (スカイライダー) （1979年）
    - 第2話「怪奇! クモンジン」 - 男
    - 第9話「コブランジンの殺人軍団」 - ミスター怪力
- 人造人間キカイダー 第1話「恐怖のグレイサイキングは地獄の使者」（1972年、NET） - 運転手
- 緊急指令10-4・10-10 第16話「原始人バラバ」（1972年、NET） - バラバの夫
- 変身忍者 嵐 第34話「謎のにせ嵐出現!!」、第35話「消えた嵐? 妖怪集団が狙う!!」（1972年、MBS） - ゴーレム
- 非情のライセンス 第1シリーズ 第11話「兇悪の腕」（1973年、NET） - 三木
- 荒野の用心棒 第25話「廃墟の宿に母恋唄が聞えて…」（1973年、NET） - 弥八
- 大江戸捜査網（第3期）（12ch）
  - 第3話「天狗の館が燃えた」（1973年） - 小判政
  - 第38話「殺意なき殺人」（1974年）
  - 第47話「死を呼んだ花火地獄」（1974年） - 鬼六
  - 第160話「囚人強奪の謎」（1976年） - 相撲上がりの仁吉
  - 第282話「幼女が裁いた赤い罠」（1979年）
  - 第308話「島帰りの父 涙の絶唱」（1979年） - 幻の一味
  - 第367話「天下を狙う闇将軍」（1980年） - 半兵衛の配下
  - 第373話「美人絵に秘めた女地獄の謎」（1981年） - 同心
- 顔で笑って 第13話「年忘れ夫婦げんか」（1973年、TBS / 大映テレビ） - 湘南運送配送員
- 必殺シリーズ（ABC）
  - 助け人走る 第22話「父子大相剋」（1974年） - 大野半兵衛
  - 新・必殺仕置人 第34話「軍配無用」（1977年）- 刀の岩
- 太陽にほえろ! （NTV）
  - 第79話「鶴が飛んだ日」（1974年） - 中尾の部下
  - 第137話「ありがとう、テキサス坊や」（1975年） - 山荘管理事務所事務員
  - 第237話「あやまち」（1977年） - 太田正三
  - 第304話「バスジャックの日」（1978年） - 遠藤一郎
  - 第422話「令子、俺を思い出せ!!」（1980年） - 高岡の部下
  - 第649話「ラストダンス」（1985年） - ベッドハウスの男
  - 第674話「友よ、君が犯人なのか」（1985年） - 今西義男
  - 第692話「捜査に手を出すな!」（1986年） - 響組系組員
- バーディ大作戦 （TBS） 
  - 第3話「ギャング対Gメン 盗聴作戦」（1974年）- 宮沢
  - 第10話「吸血ワラ人形の大予言」（1974年） - 須藤
  - 第48話「必殺! ママに捧げる犯罪」（1975年）
- ぶらり信兵衛 道場破り 第35話「平七おあきに首ったけ」（1974年、CX） - 木蔵院玄海
- SFドラマ 猿の軍団 （1974年 - 1975年、TBS） - サボ副官  ※スーツアクター
- 正義のシンボル コンドールマン  第5話「紅コウモリ現わる」、第6話「コンドール・ジュニア誕生」（1975年、NET） - 五木（ゴキブラー人間態）
- 少年探偵団 第14話「七色の皇帝時計」（1976年、NTV） - プリンス・マホメ・オイラー
- 影同心II 第17話「一殺多生の大相撲」（1976年、MBS） - 鬼ヶ瀬
- 遠山の金さん 第29話「燃える瞳を救え!!」（1976年、NET）
- Gメン'75（TBS）
  - 第42話「殺人の条件」（1976年） - 死体発見現場の目撃者
  - 第55話「Gメンの首」（1976年） - バンドマンの男
  - 第161話「嘘つき警官」（1978年） - 映画監督
  - 第239話「親を撃ち殺す子供たち」（1979年） - 関東連合組員
  - 第260話「悪魔の結婚式」（1980年） - 「クローバー」社長
  - 第317話「女の裏窓24時間」（1981年） - 捜査四課刑事
  - 第332話「原宿・六本木の女を襲う男」（1981年） - 野尻
  - 第354話「我輩は人食い猫である」（1982年） - 熊沢
  - Gメン'82 第9話「車椅子の女」（1982年） - 松波の仲間
- 大都会シリーズ（NTV）
  - 大都会 闘いの日々 第10話「憎しみの夜に」（1976年）
  - 大都会 PARTII 第5話「明日のジョー」（1977年）
  - 大都会 PARTIII
    - 第1話「帰って来た黒岩軍団」（1978年） - 東友会構成員
    - 第22話「横須賀ストーリー」（1979年） - 神谷（竜神会幹部）
- ザ・カゲスター 第7話「コウモリ男の宝さがし作戦!」（1976年、NET） - ゴリラマン
- ぐるぐるメダマン（12ch）
  - 第2話「おバケを愛して」（1976年） - 応援団長
  - 第13話「お化けの子守唄だぞー」（1976年） - ひろし
  - 第26話「おかしな年賀状」（1977年） - 山賊
- がんばれ!!ロボコン 第101話「ブンチャカチャ!!もらってやるぜ文化勲章!」（1976年、NET） - 泥棒
- 忍者キャプター（12ch） - 服部巡査 
  - 第34話「電話機から悪魔の手が出る!」（1976年）
  - 第35話「恐怖の蝶人間」（1976年）
  - 第38話「戸隠白雲暗殺計画!!」 - 第43話「暗闇忍堂の最期」（1976年 - 1977年）
- 特捜最前線（ANB）
  - 第11話「傷だらけの兄弟愛」（1977年）
  - 第42話「Gメン・波止場に消ゆ!」（1978年）
  - 第51話「凶弾II・面影に手錠が光る!」（1978年）
  - 第154話「オルフェの歌った演歌!」（1980年）
  - 第174話「高層ビルに出る幽霊!」（1980年）
  - 第198話「レイプ・似顔絵を描く女!」（1981年）
  - 第235話「少女売春・夢を掘る男!」（1981年）
  - 第254話「海に消えた殺人婦警!（1982年）
  - 第272話「狙われた乗客!」（1982年）
  - 第277話「橘警部逃亡!」（1982年）
  - 第288話「永吉と呼ばれた19歳!」（1982年）
  - 第299話「蒸発妻を探して!」（1983年）
  - 第309話「撃つ女!」（1983年）
  - 第316話「ベートーベンを聴く刑事!」（1983年）
  - 第326話「亡霊が呼んだ部屋!」（1983年）
  - 第340話「老刑事・96時間の追跡!」（1983年）
  - 第385話「新幹線出張殺人!」（1984年）
  - 第433話「モーニング・コールの証明!」（1985年）
  - 第450話「前略、神代課長様・天使からの告発状!」（1986年）
  - 第491話「天使を乗せた紙ヒコーキ!」（1986年）
- 気まぐれ天使 第32話「母をたずねて今日も又……」（1977年、NTV） - ホテル山手の巨漢
- 破れ奉行 第25話「闇に消えた三億両」（1977年、ANB） - 文蔵
- 透明ドリちゃん 第25話「さようなら妖精たちよ」（1978年、ANB） - 巨人
- ザ・スーパーガール （12ch / 東映）
  - 第4話「フィーバーの夜、モデルは全裸で死ぬ」（1979年）
  - 第15話「裸で銃口の前に立て」（1979年）
  - 第40話「全裸殺人 真夜中の訪問者」（1980年）
- バトルフィーバーJ 第20話「危険な幽霊狩り」（1979年、ANB） - 掃除夫（ギザ歯怪人人間態）
- 熱中時代・刑事編 第1話「新米刑事現わる」（1979年、NTV） - 大男
- 探偵物語 （NTV）
  - 第1話「聖女が街にやって来た」（1979年） - 星田
  - 第13話「或る夜の出来事」（1979年） - 中華料理店のコック
  - 第24話「ダイヤモンド・パニック」（1980年） - 瀬戸川
- 暴れん坊将軍シリーズ （ANB）
  - 吉宗評判記 暴れん坊将軍 第93話「呆れかえった武門の意地」（1979年） - 大山伝兵衛
  - 暴れん坊将軍III 第79話「命を賭けた女子駅伝」（1989年） - 門番
  - 暴れん坊将軍IV 第71話「謎! 流人船、いずこへ」（1992年） - 海坊主
- 日本巌窟王 （1979年、NHK） - 放駒四郎兵衛
- 西部警察 （ANB）
  - 第8話「拳銃シンジケート」（1979年）- 小泉
  - 第44話「ロング・グッドバイ」（1980年）- 服部きよし
  - 第52話「ギャングになった刑事」（1980年）- 現金輸送車のガードマン
  - 第77話「38時間の戦慄」（1981年）- 囚人
  - 第96話「黒豹刑事リキ」（1981年） - 大男
  - 第102話「兇銃44オート・マグ」（1981年） - 望月（中光物産幹部）
  - 第122話「リキ、絶体絶命」（1982年）- 囚人
- 水戸黄門（TBS / C.A.L）
  - 第10部 第26話「日本晴れ‼水戸街道 ‐水戸-」（1980年） - 伊蔵の子分 ※ノンクレジット
  - 第19部 第27話「邪念払った鬼瓦 -深谷-」（1990年） - 熊吉
- 大激闘マッドポリス'80（1980年、NTV）
  - 第5話「シンジケートの女」
  - 第10話「処刑儀式」 - 看守
  - 特命刑事 第8話「お父ちゃんのダイヤモンド」 - ワールド警備保障社員
- 爆走!ドーベルマン刑事 第15話「Mrペテン師VS黒バイ部隊」（1980年、ANB）
- 服部半蔵影の軍団  第6話「夜霧の港に消えた女 」（1980年、KTV / 東映）- 朴念
- 天まであがれ! パート1 第1話（1982年、NTV） - 刑事
- 鬼平犯科帳 -萬屋錦之介版-(テレビ朝日/東宝)第4話「雨乞い庄右衛門」(82/5/11)-でくの安五郎
- 連続テレビ小説 / おしん 第161話・第162話 （1983年、NHK） - 店の客
- 木曜ファミリーワイド 「松本清張の蒼い描点」（1983年、CX）
- メタルヒーローシリーズ（ANB）
  - 宇宙刑事シャリバン 第16話「美少女歌手が歌う危険なヒットソング」（1983年） - マネージャー（マボロシビースト人間態）
  - 宇宙刑事シャイダー 第2話「踊れペトペト!」（1984年） - 道化師
  - 機動刑事ジバン 第5話「三大メカ出動! アイドルロボを救出せよ!」（1989年） - 武藤（タコノイド人間態）
  - 特捜エクシードラフト 第42話「特捜、謹慎を命ず」（1992年） - 龍龍雲
- 裸の大将 第14話「帰って来た裸の大将放浪記」（1984年、KTV）
- 私鉄沿線97分署 第1話「プレハブだからSOS!?」（1984年、ANB） - 佃五郎
- ペットントン 第23話「ママを倒せ! パパは強いぞ」（1984年、CX）
- 星雲仮面マシンマン 第19話「野良犬コロの冒険」（1984年、NTV） - 銀行強盗
- 宮本武蔵 （1984年 - 1985年、NHK） - 庄司甚内
- 兄弟拳バイクロッサー 第3話「お化け空缶珍騒動」（1985年、NTV） - ニセ医者（ベトベトマン人間態）
- 男の家庭科 （1985年、CX）
- 木曜ドラマストリート 「一日だけの殺し屋」（1986年、CX）
- あぶない刑事 第28話「決断」（1987年、NTV） - 火薬工場職員
- あきれた刑事（NTV / セントラル・アーツ）
  - 第6話「偽札狂乱」（1987年） - 偽札組織幹部
  - 第20話「あやしい香港マフィア」（1988年） - 公安刑事
- もっとあぶない刑事（1988年） - 銀星会構成員
- NEWジャングル 第15話「俺たちのアダウチ」（1988年、NTV） - 川端ツトム
- はぐれ刑事純情派 第1シリーズ 第9話「十七歳 非行少女の叫び」（1988年、ANB）
- 名奉行 遠山の金さん 第3シリーズ 第24話「偽装殺人!左ききの少女」（1991年、ANB）
- 七人の女弁護士 第1シリーズ 第8話「極道の妻 真夜中の殺人ダイヤル!」（1991年、ANB）
- 俺たちルーキーコップ 第3話「大好走」（1992年、TBS）
- 刑事追う! 第9話「休暇命令」（1996年、TX）

### 映画
- 兵隊極道（1968年、東映） - タイボク
- 極悪坊主 人斬り数え唄 （1968年、東映） - 荒獅子
- 不良番長 猪の鹿お蝶（1969年、東映） - ポパイ
- 未亡人ごろしの帝王（1971年、東映） - 大村の手下
- 銀蝶渡り鳥 （1972年、東映） - 賀山
- 山口組三代目 （1973年、東映） - 山口組若衆
- 0課の女 赤い手錠（1974年、東映） - 山中
- 色情トルコ日記（1974年、東映） - 角田
- 直撃! 地獄拳 （1974年、東映） - ゴールデン・タイガー
- 主婦の体験レポート 新・おんなの四畳半（1975年、日活）
- 東京ディープスロート夫人（1975年、東映） - トルコ風呂客
- 子連れ殺人拳 （1976年、東映） - 鮫  ※ノンクレジットのカメオ出演
- キンキンのルンペン大将 （1976年、東映） - ヒゲ面のオカマ
- トラック野郎・望郷一番星 （1976年、東映） - 一発屋
- 犬神の悪霊（1977年、東映） - 看護人Ａ
- 最も危険な遊戯 （1978年、東映） - 南条のガードマン
- 生贄の女たち（1978年、東映） - 栗田
- 殺人遊戯 （1978年、東映） - 石原
- ピンク・レディーの活動大写真（1978年、東宝）- モンスター
- 蘇える金狼 （1979年、東映、角川映画） - 原
- 処刑遊戯 （1979年、東映） - バーテン
- 砂の小舟（1980年、丹波企画） - 髭面
- 野菊の墓 （1981年、東映） - 軍治
- 愛欲生活 夜よ、濡らして（1981年、にっかつ） - 高級ホテルの男A
- 男はつらいよ 浪花の恋の寅次郎(1981年、松竹)
- 誘拐報道 （1982年、東映） - 雀荘の客
- 真夜中のボクサー（1983年、東宝） - 藤村
- 極東黒社会 （1993年、東映）
- 勝手にしやがれ!! 脱出計画（1995年、ケイエスエス） - 神崎